# S노트
S 노트(S Note)는 과거에 삼성 갤럭시 노트 시리즈에 기본 탑재되었던 애플리게이션이다. 현재는 삼성 노트로 대체되었다.

## 기능
S 노트의 작성 파일 단위는 '노트'이며 폴더 수준에서 관리할 수 있다.
한편 S 노트는 삼성 계정의 클라우드 동기화가 가능하며 pdf 내보내기등 작업 환경을 다양하게 지원한다.
2020년 현재 최신버전은 5.2.04.25(4.2.56)이다. 추가 기능을 제공하며 확장팩, S노트 위젯 등을 추가할 수 있다.

## S펜
S 노트는 S펜에 특화된 앱으로 단축키를 제공하며 글씨 굵기, 색상, 영역 선택, 복사 및 붙이기 기능을 폴더 수준에서까지 편리하게 이용할 수 있다.

## 같이 보기
- 삼성 인터넷
- 갤럭시 캘린더